# Hanny Stocker de Simons
Hänny Stöcker de Simons (Elberfeld, Alemania; 11 de enero de 1882) fue una bibliotecaria alemana que se desempeñó en la Universidad Nacional de La Plata.Tuvo una labor destacada como vicedirectora de la Biblioteca Pública de dicha Universidad entre 1919 y 1949.

## Reseña biográfica
Hänny Stöcker de Simons llegó a la Argentina en 1911, acompañando a su marido Konrad Simons que había sido contratado por la Universidad Nacional de La Plata para dirigir el Departamento de Eletrotecnica en el Instituto de Física de la nueva universidad. Al fallecimiento de su esposo poco tiempo después de asumir aquel cargo, Hanny se encontró en una posición difícil ya que había enviudado teniendo a cargo dos hijos pequeños. Por esta razón, y considerando que se había desempeñado como bibliotecaria en la Biblioteca Municipal de Elberfeld, la Universidad Nacional de La Plata le propuso la misión de reformar e instaurar la apertura al público de la Biblioteca Pública de la Universidad. Para ello, se le asignó la responsabilidad de la reorganización sistemática desde la posición de vicedirectora.

## Obra profesional
Desde su posición de vicedirectora de sucesivas gestiones de la Biblioteca Pública, dirigió múltiples proyectos paralelos que fueron a sustentar el plan estratégico de facilitar el préstamo domiciliario y la atención al público general, instalando un viraje en la concepción la biblioteca como la "Biblioteca Central" de la Universidad Nacional de La Plata a la Biblioteca Pública accesible a la totalidad de los habitantes de la Ciudad de La Plata, y no sólo los miembros de la Universidad.

### Nuevo sistema de clasificación (1926)
Uno de los grandes logros de Simons fue su contribución en la creación de un sistema de clasificación novedoso para la biblioteca. Este sistema implicaba la ordenación de libros en las estanterías basado en una combinación de letras y números, lo cual mejoraba la accesibilidad y eficiencia en la búsqueda de materiales, especialmente considerando que percibía en sus bibliotecarios contemporáneos ciertas dificultades para la recuperación del material bibliográfico. Además, su sistema permitía una combinación de la modalidad mnemotécnica y la organización temática, fácilmente incorporable en el trabajo diario de atención de la biblioteca. Con la participación de reconocidas personalidades de distintos campos del conocimiento científico, Simons coordinó y publicó la primera Clasificación sistemática del material bibliográfico: Instrucciones para el uso de los ficheros en el año 1926, y una segunda versión revisada en 1938. Éste sistema de clasificación se inspiraba en la Guía para los trabajos de clasificación y catalogación bibliográfica previamente ideada y utilizada por Luis Ricardo Fors, con considerables mejoras y ampliaciones consistentes con la idea de una biblioteca pública. A su vez, éste esquema de ordenamiento no era un caso aislado sino que seguía la línea propuesta por Paul Groussac para la Biblioteca Nacional, y que a su vez se remontaba al Manuel du libraire et de l’amateur de livres de Jacques Charles Brunet promovido en el país por Ernesto Quesada.

### Reglamentación del préstamo domiciliario (1926)
La gestión de Simons se estructuró alrededor del servicio al usuario y la accesibilidad. Su enfoque se centró en hacer de la biblioteca un lugar abierto y amigable para los lectores, promoviendo el acceso a la lectura y brindando un servicio eficiente. Para ello tuvo que superar múltiples resistencias y justificar, ante la comunidad académica, la necesidad de brindar préstamos de libros al público general y no sólo a los miembros de la comunidad académica. Una vez logrado este cometido en 1926, la Biblioteca Pública reprodujo rápida y enormemente su número de usuarios habituales, incluyendo a todos los interesados cuyo domicilio radicase en La Plata.

### Aporte a la profesionalización de la Bibliotecología
Otro de sus logros destacados por colegas y sucesores fue su aporte a la profesionalización de la bibliotecología en Argentina, específicamente en la ciudad de La Plata. Por medio de la socialización de las prácticas bibliotecarias que importó de su país de origen, pudo contribuir a la formación en el ejercicio del oficio de múltiples bibliotecarios. Además, en sus trabajos reconoció la necesidad de formación especializada para los bibliotecarios y promovió la idea de que los bibliotecarios debían poseer conocimientos y habilidades específicas para administrar bibliotecas de manera efectiva.

### Posteridad y reconocimiento
El impacto del paso de Simons por la Biblioteca Pública de la UNLP se refleja en la continuidad de las prácticas que llevó a cabo. Su enfoque en la biblioteca como institución cultural y su compromiso con la promoción de la lectura han perdurado en la filosofía de la institución posteriormente. A pesar esta transformación, su imagen a menudo quedó subrepresentada en los registros históricos y en la documentación oficial de la época debido a los estándares estrictamente patriarcales que imperaban en la comunicación y los roles sociales estipulados del momento. Gracias al artículo que escribiera sobre ella su compañera bibliotecaria Angélica Costa Álvarez de Sapin (1966) es que se pudo conocer la magnitud de sus aportes. En 2023, Simons fue postulada como una de las Seis Sabias de la ciudad de La Plata.

### Obras publicadas
- 1926: Bibliothekwessen in Argentinien. Separata de Minerva Vol. 2, no. 2/3, 44-47.
- 1926: Breve Noticia sobre el conde Keyserling. En Sagitario Vol. 1, no. 5, 206-209.
- 1932: Bibliotecas y bibliotecarios. La Plata: Olivieri y Domínguez.
- 1933-1934: Die Quesadas als Förderer geistiger Beziehungenzwischen Argentinien und Deutschland. Separata de Ibero-amerikanisches Archiv. Vol. 7, no. 2, 182-187.
- 1934: Algunos aspectos de la biblioteconomía. La Plata: Olivieri y Domínguez.

### Publicaciones oficiales de la Biblioteca Pública durante su vicedirección
- Biblioteca Central de la Universidad Nacional de La Plata (1926) Clasificación sistemática del material bibliográfico: Instrucciones para el uso de los ficheros
- Biblioteca Central de la Universidad Nacional de La Plata (1936) Guía para la Clasificación sistemática del material bibliográfico: Instrucciones para el uso de los ficheros
- Biblioteca Central de la Universidad Nacional de La Plata (1926) Reglamento para el préstamo de libros.